# Nobuo Uematsu
Nobuo Uematsu (japonès: 植松伸夫)  (Kōchi, 21 de març de 1959) és un compositor japonès de música per a videojocs conegut, sobretot, per compondre la majoria de les bandes sonores de la saga Final Fantasy. Nobuo Uematsu va començar a tocar el piano als 12 anys sense haver-ne rebut lliçons. Després de graduar-se a la Universitat de Kanagawa, va comprondre música per a alguns anuncis de televisió i va fer de teclista en alguns grups de música amateurs. L'any 1985, un dels amics Uematsu, que treballava a l'empresa de videojocs Squaresoft li va preguntar si volia compondre la música per algun dels videojocs en els quals treballava i Uematsu va acceptar. En un primer moment ho va considerar com una feina a temps parcial, no imaginava que es pogués convertir en una feina de jornada completa.